# カルロス1世 (ポルトガル王)
カルロス1世（葡: Carlos I, 1863年9月28日 - 1908年2月1日）は、ポルトガル国王（在位：1889年 - 1908年）。暗殺されたことから「殉難王」（o Martirizado）と呼ばれる。ルイス1世とその王妃であったイタリア国王ヴィットーリオ・エマヌエーレ2世の王女マリア・ピアの長男である。

## 生涯
1863年にリスボンで生まれ、1889年10月19日に即位した。カルロスの放漫な財政運営、共和派に対する弾圧、そして自らの不倫は、ポルトガルの君主制の運命を決定付けるものとなった。植民地経営ではイギリスとの間にウィンザー条約を結んでアフリカ情勢を安定化させたものの、内政では1892年6月14日および1902年5月10日の2度にわたって財政破綻を宣言し、これは産業への混乱、社会主義者・共和主義者の台頭、そして王制への批判を招いた。国内の不満に対して、カルロス1世は1906年にジョアン・フランコを首相に任命し、続いて議会の解散を裁可することで応じた。

### 暗殺事件
1908年2月1日、カルロス1世と王族たちはヴィラ・ヴィソサ（Vila Viçosa）の宮殿からリスボンへ帰還の途についていた。一行はアルマダ（Almada）まで馬車で移動した後、テージョ川を船で渡り、リスボンの繁華街であるカイス・ド・ソードレで上陸した。そして王宮へ向かう途中、コメルシオ広場を通り過ぎたときに王が乗っていた馬車は群衆の中から撃たれた。カルロス1世は即死、王太子であった長男のブラガンサ公爵ルイス・フィリペは致命傷を負い、約20分後に死亡した（この20分間が元首の最短在位期間として『ギネスブック』に認定されている）。次男のベージャ公爵マヌエルも腕を負傷している。発砲した人物は少なくとも2人（アルフレド・コスタ（Alfredo Costa）とマヌエル・ブイサ（Manuel Buiça））いたが、どちらもただちに護衛によって殺害され、後に彼らが共和主義者であったことが明らかになった。数日後、マヌエルはブラガンサ朝、そしてポルトガルの最後の国王マヌエル2世として即位した。

## 家族
1886年にパリ伯フィリップの長女アメリア・デ・オルレアンスと結婚した。2人の間には2男1女が生まれた。
- ルイス・フィリペ（1887年 - 1908年）
- マリア・アンナ（1887年）
- マヌエル2世（1889年 - 1932年）

また、マリア・アメリア・ラレド・エ・ムルカ（Maria Amelia Laredo e Murca）との間に庶子マリア・ピア・デ・サクソニア＝コブルゴ＝ブラガンサがいたという主張がされた。